# دمنشف (مكيراس)

تعديل مصدري - تعديل

دمنشف هي إحدى قرى عزلة مكيراس بمديرية مكيراس التابعة لمحافظة البيضاء، بلغ تعداد سكانها 26 نسمة حسب تعداد اليمن لعام 2004.